# Ichtershausen
Ichtershausen is een ortsteil van de Duitse gemeente Amt Wachsenburg in de Ilm-Kreis in Thüringen. Het ligt noordelijk van de stad Arnstadt aan de grens met de Landkreis Gotha en met de stad Erfurt. Op 31 december 2012 werd de gemeente Wachsenburggemeinde in Ichtershausen opgenomen en de daardoor vergrote gemeente in Amt Wachsenburg hernoemd.

## zie ook
- Kloosterkerk Sint-Joris en Maria